# Holden Apollo
Holden Apollo — компактный представительский автомобиль, выпускавшийся с 1989 по 1997 год подразделением Holden компании General Motors.

## Описание
В августе 1989 года было представлено поколение JK Apollo. По сути, модель являлась ребеджингом Toyota Camry, продававшимся в Австралии. 
В августе 1991 года начался выпуск комплектации JL Apollo, в марте 1993 года — JM Apollo, а в сентябре 1995 года — JP Apollo. Косметические изменения коснулись радиаторной решётки, светотехники и отделки салона.
В конце 1996 года автомобиль был снят с производства.

## Технические характеристики
| Версия    | Конфигурация:             | Система питания: | Диаметр × Ход поршня: | Степень сжатия: | Мощность:                           | Крутящий момент:        |
| JK/JL:    | JK/JL:                    | JK/JL:           | JK/JL:                | JK/JL:          | JK/JL:                              | JK/JL:                  |
| --------- | ------------------------- | ---------------- | --------------------- | --------------- | ----------------------------------- | ----------------------- |
| 2.0 SL    | R4 2,0 л (1998 см³), OHC  | Карбюратор       | 86,00 мм × 86,00 мм   | 9,3:1           | 82 кВт (112 л. с.) при 5600 об/мин  | 166 Н•м при 3200 об/мин |
| 2.0 SLE   | R4 2,0 л (1998 см³), DOHC | Инжектор         | 86,00 мм × 86,00 мм   | 9,3:1           | 88 кВт (120 л. с.) при 5200 об/мин  | 171 Н•м при 4400 об/мин |
| JM/JP:    |                           |                  |                       |                 |                                     |                         |
| 2.2 GS    | R4 2,2 л (2164 см³), DOHC | Инжектор         | 87,00 мм × 91,00 мм   | 9,5:1           | 93 кВт (126 л. с.) при 5200 об/мин  | 185 Н•м при 4400 об/мин |
| 3.0 GS V6 | V6 3,0 л (2959 см³), DOHC | Инжектор         | 87,50 мм × 82,00 мм   | 9,6:1           | 136 кВт (185 л. с.) при 5200 об/мин | 264 Н•м при 4400 об/мин |

## Галерея

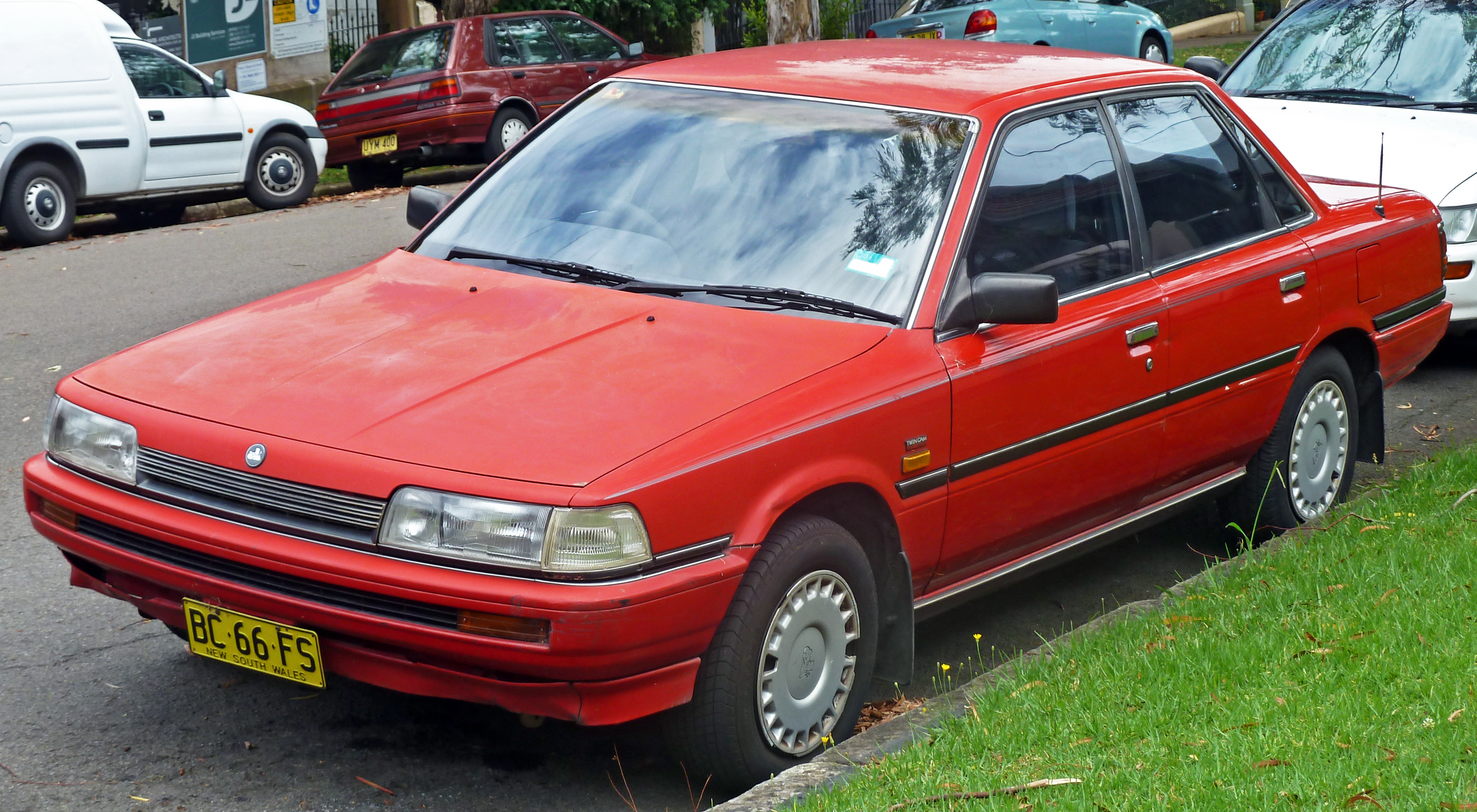
1990 Holden Apollo (JK)
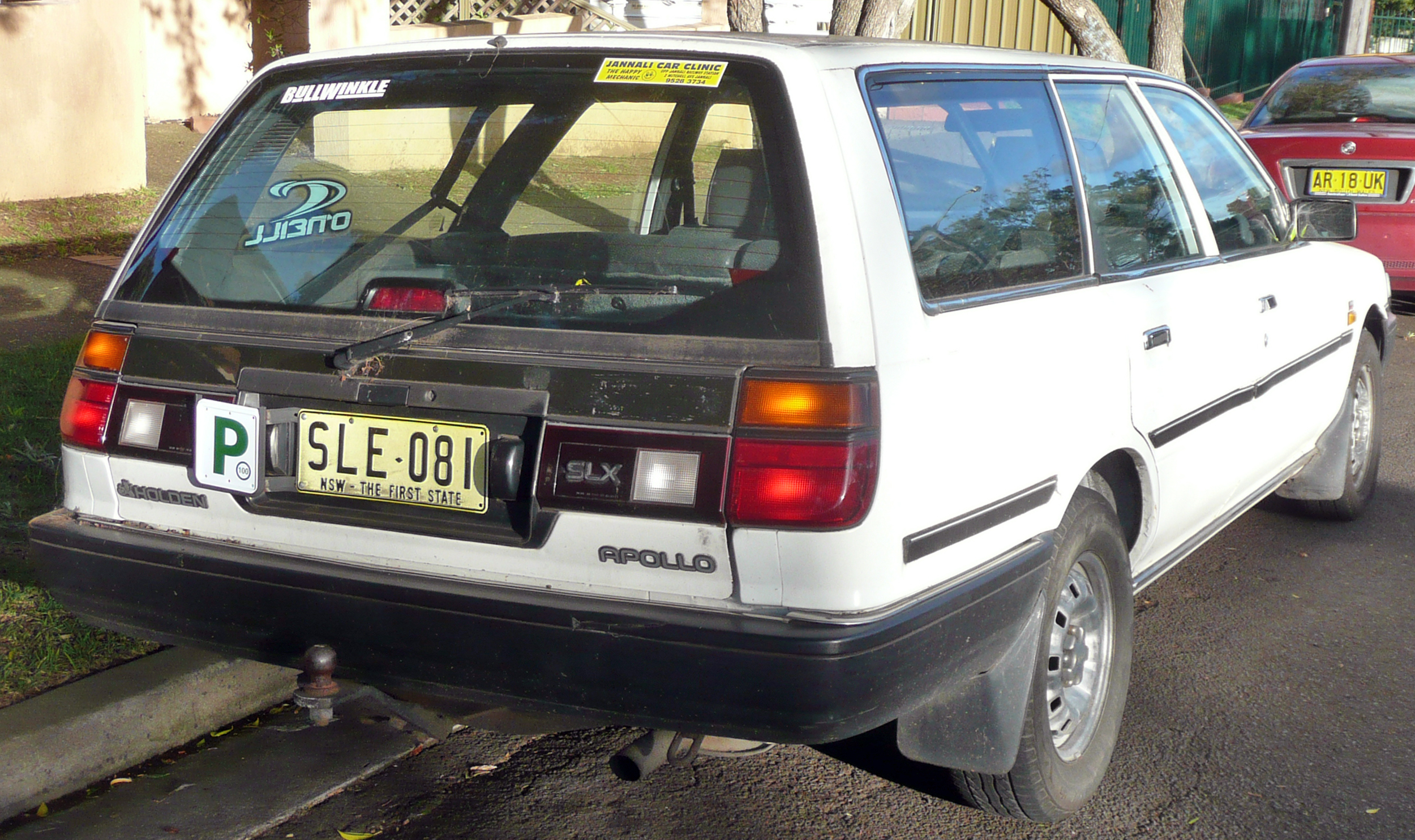
1992 Holden Apollo (JL)
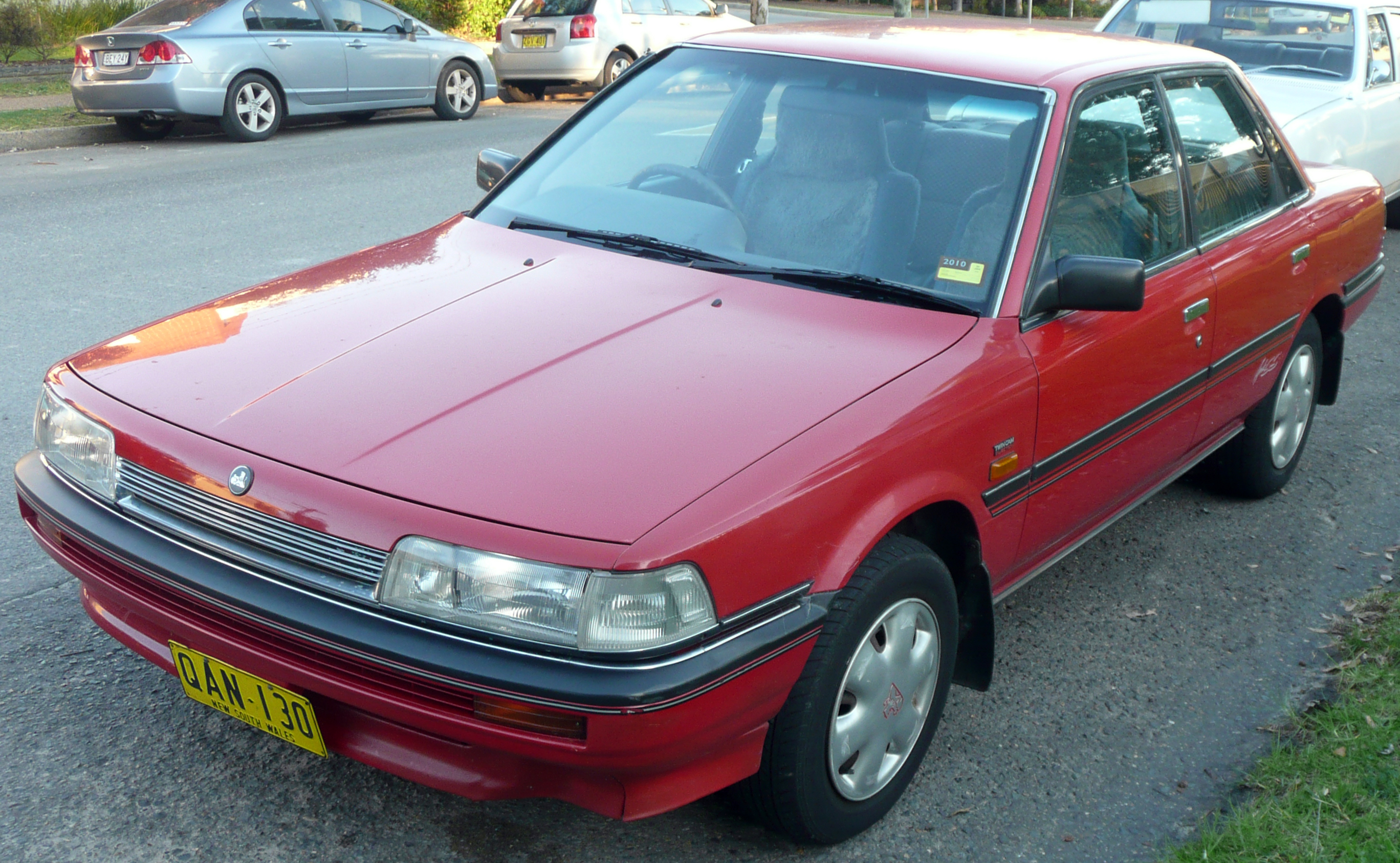
1991 Holden Apollo (JL)
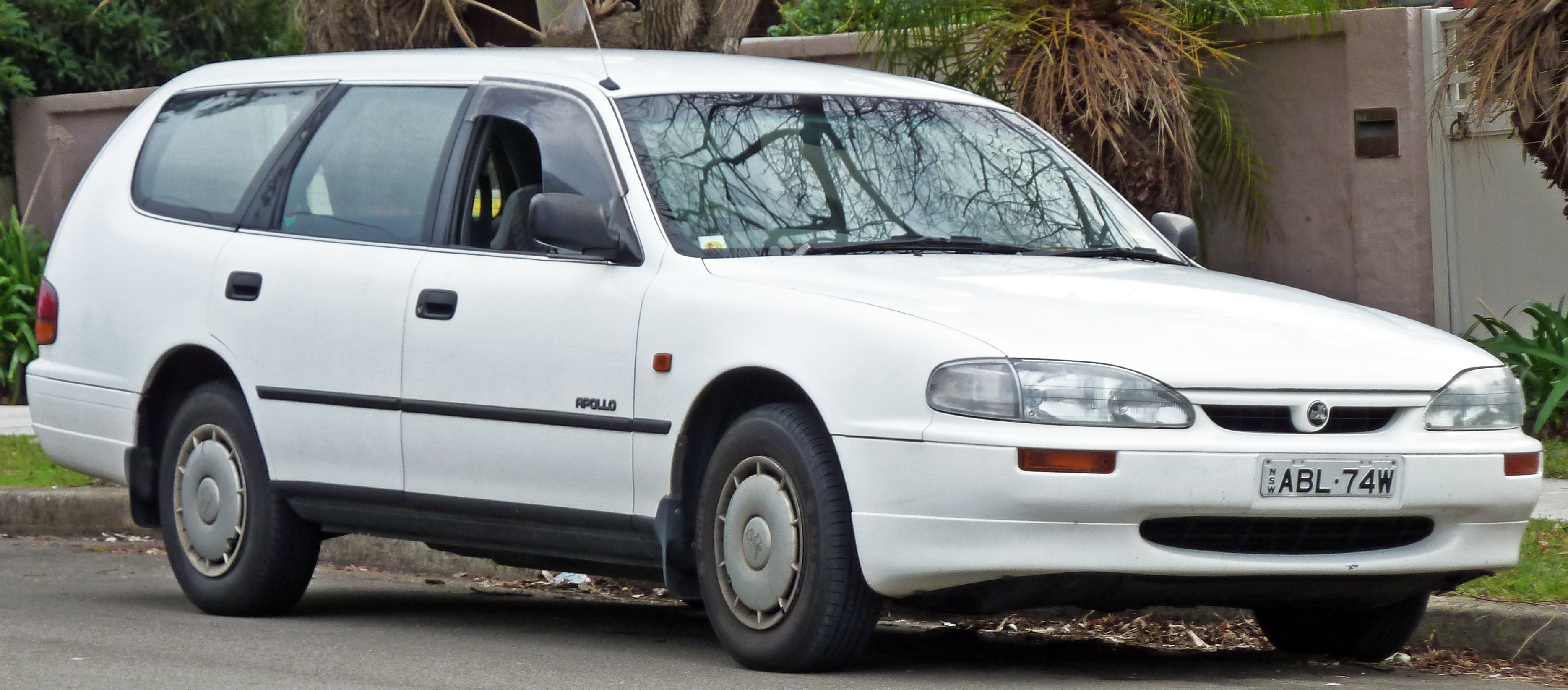
1993 Holden Apollo (JM)